# Epitalio
Epitalio  este un oraș în Grecia în prefectura Elida.